# G20 (pel·lícula)
G20 és una pel·lícula de thriller d'acció estatunidenca de 2025 dirigida per Patricia Riggen i escrita per Caitlin Parrish, Erica Weiss i Logan i Noah Miller. La pel·lícula és protagonitzada per Viola Davis, Anthony Anderson, Marsai Martin, Ramón Rodríguez, Antony Starr, Douglas Hodge, Elizabeth Marvel, Sabrina Impacciatore i Clark Gregg. S'ha subtitulat al català.
Es va estrenar a tot el món per Amazon MGM Studios a través de Prime Video el 10 d'abril de 2025.
El novembre de 2022 es va anunciar que Viola Davis havia de protagonitzar i produir la pel·lícula, amb Patricia Riggen a la direcció. La producció es va veure afectada el juliol de 2023 a conseqüència de la vaga d'SAG-AFTRA. Havien arribat a un acord provisional tot i que el rodatge encara no estava programat, i Davis va anunciar l'endemà que no filmaria fins a la conclusió de la vaga.
El rodatge principal va començar oficialment el gener de 2024 a Ciutat del Cap, amb Anthony Anderson, Marsai Martin, Ramón Rodríguez, Antony Starr, Douglas Hodge, Elizabeth Marvel, Sabrina Impacciatore i Clark Gregg entre el repartiment anunciat. El rodatge va acabar a principis de març.